# Étienne VI de Mercœur
Pour les articles homonymes, voir Étienne VI.
Étienne VI de Mercœur  était un religieux du Moyen Âge central qui fut évêque de Clermont au XIIe siècle.

## Biographie
Étienne était le fils de Béraud de Mercœur et l'oncle d'Odilon de Mercœur, il était prévôt de l'église du Puy avant de devenir évêque de Clermont de 1151 à 1169.